# Filippo Brunelleschi
Filippo Brunelleschi (Florence, 1377 – aldaar, 15 april 1446) was een architect, ingenieur, goudsmid en beeldhouwer uit de Italiaanse renaissance. Hij is vooral bekend door zijn herontdekking van het perspectief en het bouwen van de koepel van de Santa Maria del Fiore.

## Jeugd
Filippo Brunelleschi (in zijn tijd bij iedereen bekend als "Pippo") werd geboren in 1377 in Florence als zoon van een welvarende notaris, Ser Brunellesco di Lippo Lappi. Zijn vader wilde eigenlijk dat Brunelleschi in zijn voetstappen zou treden, maar aangezien hij meer interesse had voor het oplossen van mechanische problemen werd hij op zijn vijftien jaar de leerling van Benincasa Lotti, een goudsmid en vriend van de familie. Brunelleschi blonk uit in dit beroep en leerde al snel moeilijke technieken zoals het plaatsen van edelstenen en het graveren van zilver. Rond deze tijd creëerde hij ook een aantal klokken en mogelijk zelfs een van de eerste wekkers, een gevolg van het bestuderen van de wetten van de beweging. In 1398, toen hij 21 was, deed hij zijn meesterproef als goudsmid.

## Deuren van het baptisterium
|                       |  |                   |
| Brunelleschi's paneel |  | Ghiberti's paneel |

In 1401 schreef de gilde der lakenhandelaren (toen de machtigste gilde in Florence) een wedstrijd uit voor het maken van een nieuwe bronzen deur voor het baptisterium van San Giovanni. Elke deelnemer kreeg vier bronzen bladen met een totaal gewicht van 34 kg en moest een testpaneel van 43 bij 33 cm maken. Het onderwerp dat voor deze panelen gekozen werd was het offer van Isaak. Hiervoor kregen ze een jaar de tijd, waarna hun werken werden beoordeeld door een jury van 34 kunstenaars.
Brunelleschi was uit Florence vertrokken vanwege de daar heersende pest en bevond zich dus in 1401 in Pistoia, waar hij had meegewerkt aan het altaar van de dom. Toen hij echter hoorde van deze wedstrijd keerde hij onmiddellijk terug. Zeven halvefinalisten werden gekozen voor de prijs. Van hen bleven alleen Brunelleschi en Lorenzo Ghiberti, een toen redelijk onbekende goudsmid, over.
De wedstrijd werd uiteindelijk gewonnen door Ghiberti, hoe is echter niet helemaal zeker. Volgens Manetti, Brunelleschi's eerste biograaf, kon de jury niet kiezen tussen de twee finalisten en besliste dat zij moesten samenwerken aan de deur. Brunelleschi weigerde dit echter en wilde dat hij alleen als winnaar werd uitgeroepen. Toen dit niet gebeurde liet hij het project in de handen van zijn rivaal. Ghiberti daarentegen beweert in zijn autobiografie dat de jury hem de prijs gaf "zonder een enkele tegenstem".

## Tijd in Rome
Kort na de wedstrijd vertrok Brunelleschi samen met Donatello naar Rome, toen met een bevolking van iets meer dan 20.000 inwoners een redelijk kleine stad, zeker kleiner dan Florence. De twee begonnen de oude Romeinse ruïnes te onderzoeken. Ze huurden dragers in om het puin weg te ruimen en werden plaatselijk bekend als de "schattenjagers" omdat men dacht dat ze op zoek waren naar gouden munten en andere schatten.
Wat Brunelleschi in werkelijkheid zocht in het puin wist niemand, zelfs Donatello niet: Zijn notities, geschreven op stroken perkament, schreef hij in een soort geheime code, bestaande uit een combinatie van cryptische symbolen en Arabische cijfers. Manetti beweert dat hij de hoogtes en verhoudingen van de oude Romeinse gebouwen mat. Hij vermeldt echter niet hoe hij dat gedaan zou hebben. Ross King speculeert dat hij de oude Romeinse koepels bestudeerde, zoals het Pantheon en een 10,7 meter brede koepel in de Domus Aurea van Nero. Deze laatste koepel was vooral interessant aangezien zij, net als die van de Santa Maria del Fiore, een achthoekige basis had.
Hoelang Brunelleschi in Rome bleef is niet exact bekend. Hij kwam pas permanent terug naar Florence in 1416 of 1417, maar was echter niet dertien jaar aan een stuk in Rome geweest: Hij kwam af en toe terug naar huis voor langere bezoeken.

## Brunelleschi en het perspectief

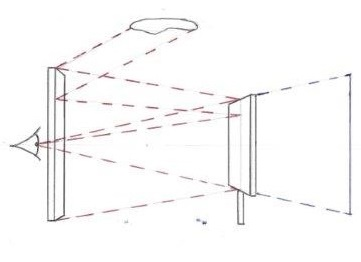
diagram van Brunelleschi's experiment

Als beeldhouwer was Brunelleschi nog enige tijd werkzaam, maar na enkele kleinere architectonische opdrachten zou hij zich vanaf 1418 geheel aan de bouwkunst wijden. In Rome werden klassieke bouwwerken door hem opgemeten en vooral onderzocht op constructieve elementen en ruimtewerking. Door zijn pogingen om zijn gegevens goed op papier te krijgen ontwikkelde hij het lijnperspectief. Het werken met verdwijnpunten waar alle zichtassen samenkomen, werd door hem het eerst toegepast. Het is een goed middel om de driedimensionale ruimte op een vlak oppervlak weer te geven. Hierbij waren alle afstanden meetbaar. Deze wetenschappelijke ontdekking had een enorme uitwerking op de kunsten. Hij was erin geslaagd om de tweedimensionale schilderijen weer te geven in een driedimensionaal vlak, waarmee het mogelijk werd om voorwerpen en personen op een tweedimensionaal vlak af te beelden zoals ze in werkelijkheid in de driedimensionale ruimte zijn opgesteld. Vermoedelijk met behulp van een zogenaamd dradenkruis, een soort vizier, heeft hij zijn onderwerp vanaf een onveranderlijk waarnemingspunt in talloze punten en lijnen op een beeldvlak getekend, dat was bedekt met een regelmatig rasterpatroon. Volgens de optische wetten van de waarneming kwamen alle in de diepte gaande vluchtlijnen samen in een vast verdwijnpunt waarvan de positie in het beeld door het standpunt van de beschouwen vaststond. Zoals de biograaf van Brunelleschi uiteenzette, werd door deze methode 'een goede en systematische verkleining of vergroting verkregen, zoals het op het menselijk oog overkomt, van alle onderwerpen, ver weg of heel dichtbij - gebouwen, vlakten, gebergten of landschappen -en van alle figuren en voorwerpen op welke plaats dan ook, op het formaat dat ze vanwege hun grotere of geringere afstand lijken te hebben'.
Brunelleschi demonstreerde zijn methode van de illusionistisch-ruimtelijke weergave van de werkelijkheid door middel van twee legendarische panelen van het baptisterium en het Palazzo della Signoria in Florence, die helaas niet bewaard zijn gebleven.
Zijn eerste echte renaissancegebouw is het Ospedale degli Innocenti. Het vertoonde al verschillende karakteristieke kenmerken van de nieuwe architectuur. Er zat een bepaalde helderheid in het gebouw, de betekenis van elk onderdeel is duidelijk, waarbij de onderlinge relatie ook duidelijk is. Verder zijn de toepassing van onderdelen ontleend aan de klassieke oudheid, zoals zuilen, lijstwerk, ook kenmerken van de nieuwe architectuur.

## De koepel van de Duomo

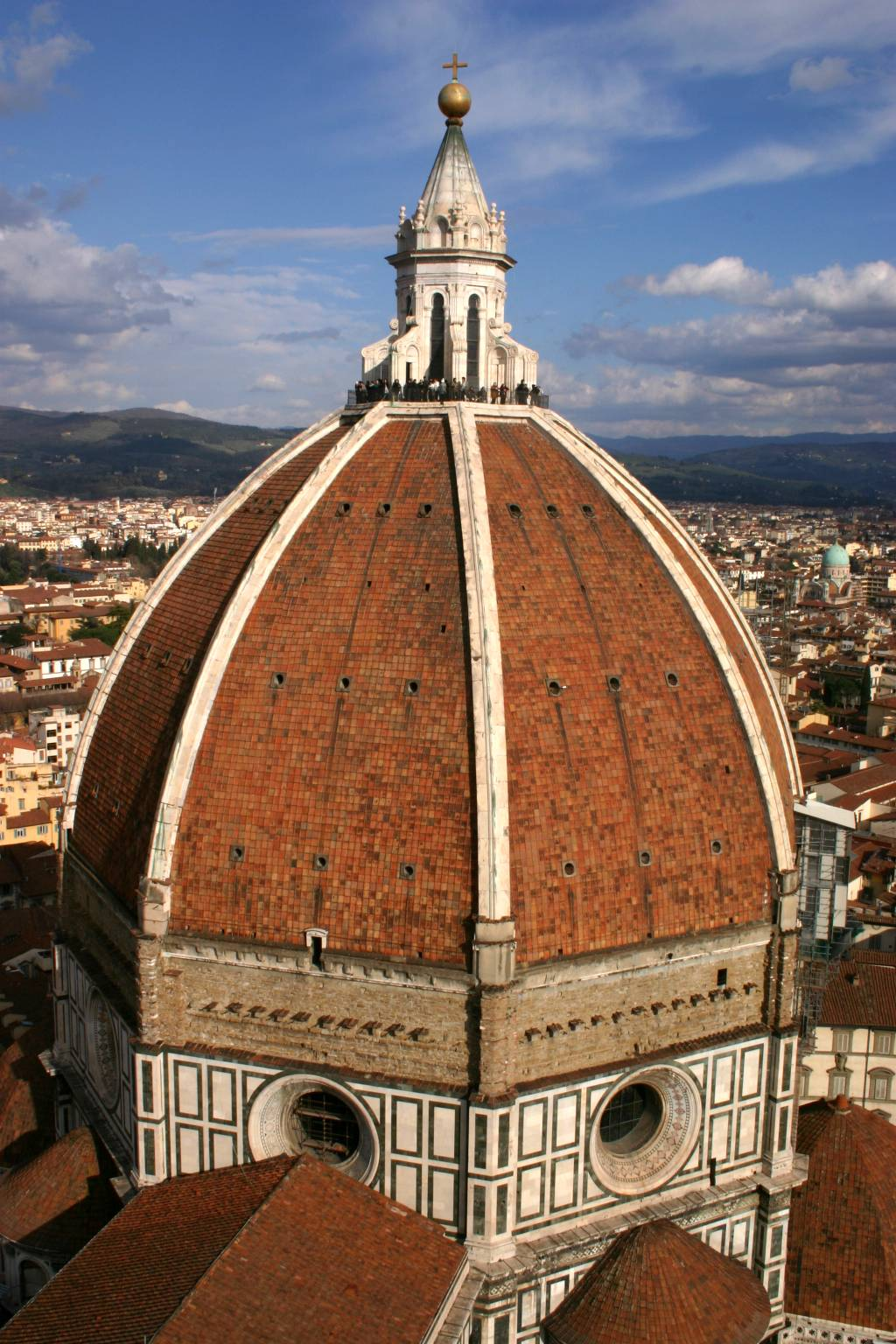
Brunelleschi's koepel van de Santa Maria del Fiore

Het ei van Columbus zou eigenlijk het ei van Brunelleschi moeten heten omdat hij, volgens Vasari, de eigenlijke bedenker is van de truc om een ei rechtop te plaatsen. Volgens de overlevering heeft Brunelleschi ook de opdracht tot het ontwerpen van de Santa Maria del Fiore aan dit foefje overgehouden.
Brunelleschi was eigenlijk uitgesloten van deelname aan de inschrijving voor de bouw, maar imponeerde de opdrachtgevers door voor te stellen dat 'iemand die een ei rechtop kon zetten op een marmeren plaat de opdracht zou krijgen'. Alle meesters probeerden het, maar het lukte niemand. Toen tikte Brunelleschi minzaam het ei aan de onderkant op de marmeren plaat stuk, en liet het staan. Toen de kunstenaars luid te kennen gaven, dat ze dit net zo goed hadden kunnen doen, antwoordde Brunelleschi lachend, dat ze ook zouden weten hoe ze de koepel moesten bouwen, als ze ook zijn model en ontwerp zouden zien.
Voordat Brunelleschi de opdracht kreeg waren er vele ideeën om de koepel te bouwen. Een van de meest bijzondere was wel om tijdens de bouw de trapgangen vol te storten met zand. Een steiger construeren zou namelijk veel te moeilijk zijn. Na de bouw moest al dit zand weer naar beneden gebracht worden. Om dit zand eruit te krijgen zou men bij het storten van het zand muntstukken tussen het zand gooien, dit om mensen aan te moedigen het zand te verwijderen waarbij ze de muntstukken mochten houden.

## Oeuvrelijst
Hier volgt een overzicht van de werken die aan Brunelleschi worden toegeschreven.

### Beeldhouwkunst
| Afbeelding | Titel                                                                               | Datering      | Techniek             | h x b (cm)     | Locatie                                                    |
| ---------- | ----------------------------------------------------------------------------------- | ------------- | -------------------- | -------------- | ---------------------------------------------------------- |
|            | Zilveren altaar van de heilige Jacobus: Jeremia en Jesaja                           | ca. 1400      | zilver               |                | Pistoia, Cattedrale di San Zeno                            |
|            | Zilveren altaar van de heilige Jacobus: Augustinus (toegeschreven)                  | ca. 1400      | zilver               |                | Pistoia, Cattedrale di San Zeno                            |
|            | Zilveren altaar van de heilige Jacobus: Zittende evangelist (toegeschreven)         | ca. 1400      | zilver               |                | Pistoia, Cattedrale di San Zeno                            |
|            | Prijsvraag voor de tweede deur van het Baptisterium van Florence: Offer van Abraham | 1401          | verguld brons        | 45 × 38        | Florence, Bargello                                         |
|            | Maria met Kind (ook toegeschreven aan Lorenzo Ghiberti)                             | ca. 1402-1405 | stucco               | 68 × 43        | Florence, Palazzo Davanzati                                |
|            | Kruisbeeld                                                                          | ca. 1410-1415 | gepolychromeerd hout | hoogte: 170 cm | Florence, Santa Maria Novella (Capella Gondi)              |
|            | Petrus (toegeschreven)                                                              | ca. 1412      | Carrara-marmer       | hoogte: 243 cm | Florence, Orsanmichele (nis van het gilde Arte dei Beccai) |
|            | Christus geneest een bezetene (toegeschreven)                                       | ca. 1425      | zilveren reliëf      | 6,2 x 10       | Parijs, Louvre                                             |

### Architectuur
| Afbeelding | Gebouw                                                                | Datering      | Locatie                                               | Opmerkingen |
| ---------- | --------------------------------------------------------------------- | ------------- | ----------------------------------------------------- | --- |
|            | Koepel van de Duomo                                                   | 1418-1436     | Florence, Santa Maria del Fiore                       | |
|            | Ospedale degli Innocenti                                              | 1419-1427     | Florence, Piazza della Santissima Annunziata          | Oorspronkelijk ontwerp van Brunelleschi, die tot 1427 de bouw leidde van de fundamenten en galerij aan de voorgevel                                                                                 |
|            | Barbadori-kapel                                                       | 1420          | Florence, Santa Felicità                              | Verminkt door onder andere de sloop van de koepel ten behoeve van de galerij van Vasari |
|            | Palagio di Parte Guelfe                                               | 1420-1423     | Florence, hoek Via delle Terme – Via del Capaccio     | |
|            | Oude Sacristie van de Basilica di San Lorenzo                         | 1420-1428     | Florence, Basilica di San Lorenzo                     | Het enige uitgevoerde gebouw van Brunelleschi dat volledig bewaard is gebleven |
|            | Basilica di San Lorenzo: Kerk (ontwerp nieuwbouw)                     | 1422          | Florence, Basilica di San Lorenzo                     | Nieuw ontwerp door Brunelleschi; bouw stilgelegd in 1429; voltooid na zijn dood, deels afwijkend van zijn bedoelingen en met uitbreidingen van Sangallo, Michelangelo en Buontalenti                |
|            | Pazzi-kapel                                                           | 1429          | Florence, Santa Croce                                 | Eerste plannen voor de kapel in 1429; uitgevoerd in circa 1442-1478; wegens de gelijkenis met de Oude Sacristie vaak toegeschreven aan Brunelleschi, maar het exacte aandeel van hem is onduidelijk |
|            | Santo Spirito                                                         | 1434          | Florence                                              | Oorspronkelijk ontwerp uit 1434; bouw begonnen in 1444; voltooid met wijzigingen; ingewijd in 1481                                                                                                  |
|            | Oratorium van de Santa Maria degli Angioli (Rotonda del Brunelleschi) | 1435          | Florence, Via degli Alfani, hoek Via del Castellaccio | |
|            | Lantaarn van de Domkoepel                                             | 1436          | Florence, Santa Maria del Fiore                       | |
|            | Tribune morte                                                         | 1438          | Florence, Santa Maria del Fiore                       | |
|            | Kansel                                                                | 1443          | Florence, Santa Maria Novella                         | Reliëfs uitgevoerd door Brunelleschi's pleegzoon Buggiano |
|            | Palazzo Bardi (toegeschreven)                                         | ca. 1430-1440 | Florence                                              | |
|            | Palazzo Pitti                                                         | 1442          | Florence                                              | Het eerste ontwerp van het middengedeelte wordt aan Brunelleschi toegeschreven |

### Vestingbouw
- 1424 – Pisa, vestingwerken

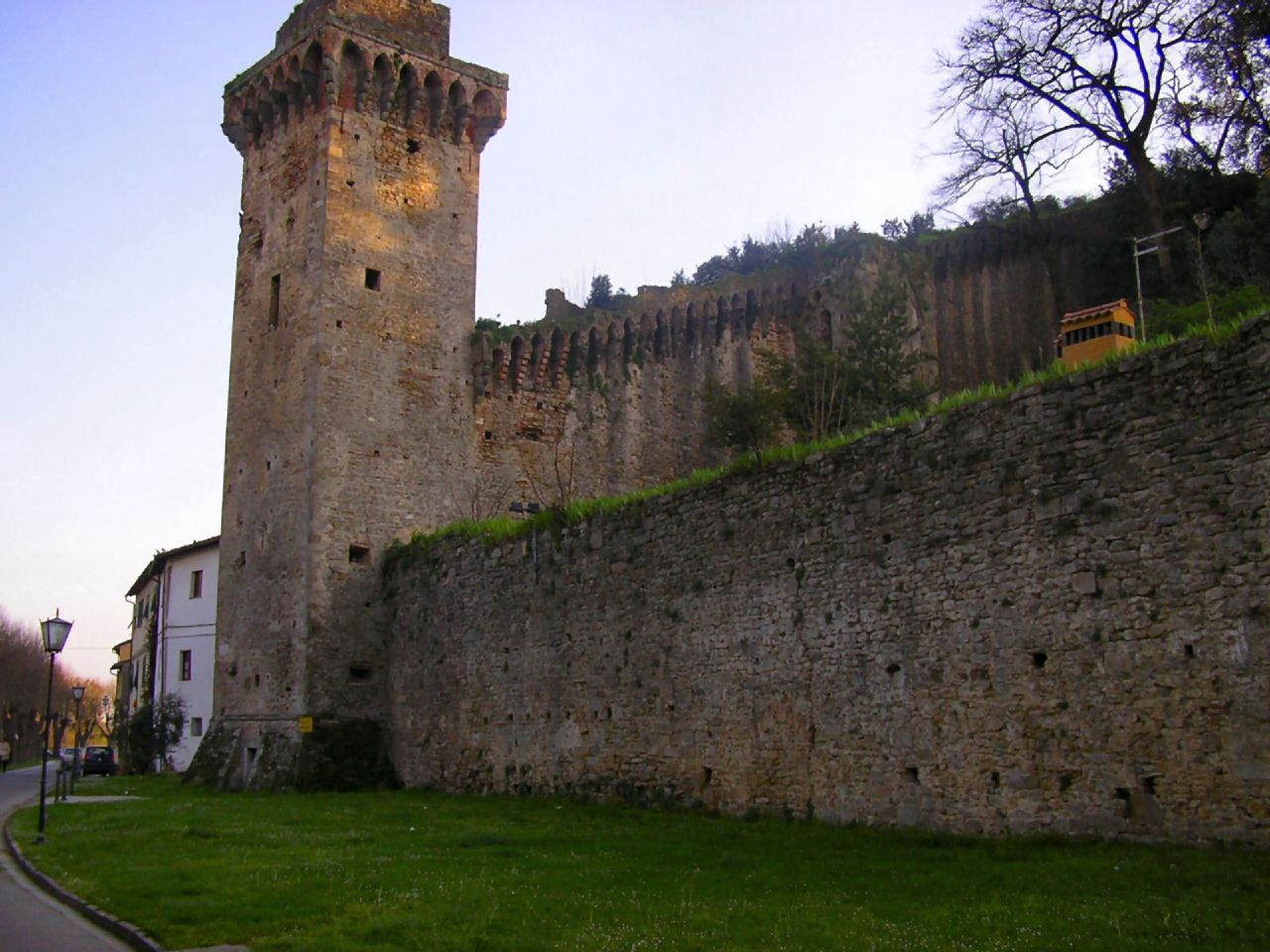
Vestingwerken van Vicopisano

- 1426 – Omgeving Florence, vestingwerken
- 1430 – Werken voor de belegering van Lucca
- 1435 – Vesting van Vicopisano (bij Pisa)
- 1438 – Rocca Sismonda, Rimini

### Gedocumenteerde uitvindingen en ontwerpen
- ca. 1415 – panelen ter demonstratie van de lijnperspectief
- 1421 – badalone (transportschip) en colla (hijskraan), logistieke ontwerpen voor de bouw van de Domkoepel
- 1439 – toneelmechaniek voor een opvoering van de Annunciatie in de kerk San Felice in Piazza ter gelegenheid van het Concilie van Florence in 1439

- Bibsys: 90361311
- Biblioteca Nacional de España: XX1113393
- Bibliothèque nationale de France: cb11935054m (data)
- CiNii: DA03269545
- Gemeinsame Normdatei: 118516086
- International Standard Name Identifier: 0000 0001 2129 1992
- KulturNav: 456cd792-6f42-44ee-b237-ff0bc07378d5
- Library of Congress Control Number: n79029808
- Nationale Bibliotheek van Letland: 000067626
- Bibliotheek van het Japanse parlement: 00512279
- Nationale Bibliotheek van Tsjechië: jn20010601129
- Nationale bibliotheek van Australië: 35023099
- Nationale Bibliotheek van Israël: 987007312744405171
- Nationale Bibliotheek van Polen: a0000001886907
- Nationale en Universitaire bibliotheek Zagreb: 000079958
- Nederlandse Thesaurus van Auteursnamen: 069037248
- Réseau des bibliothèques de Suisse occidentale: 02-A003050513
- RKD-Nederlands Instituut voor Kunstgeschiedenis: 13523
- Istituto Centrale per il Catalogo Unico: CFIV098572
- LIBRIS: 179443
- SNAC: w6n66j5x
- Système universitaire de documentation: 027272885
- Trove: 797079
- Union List of Artist Names: 500018169
- Virtual International Authority File: 39650057
- WorldCat: E39PBJcwB6TjHjgyfvC33VjKVC